# レクサス・NX

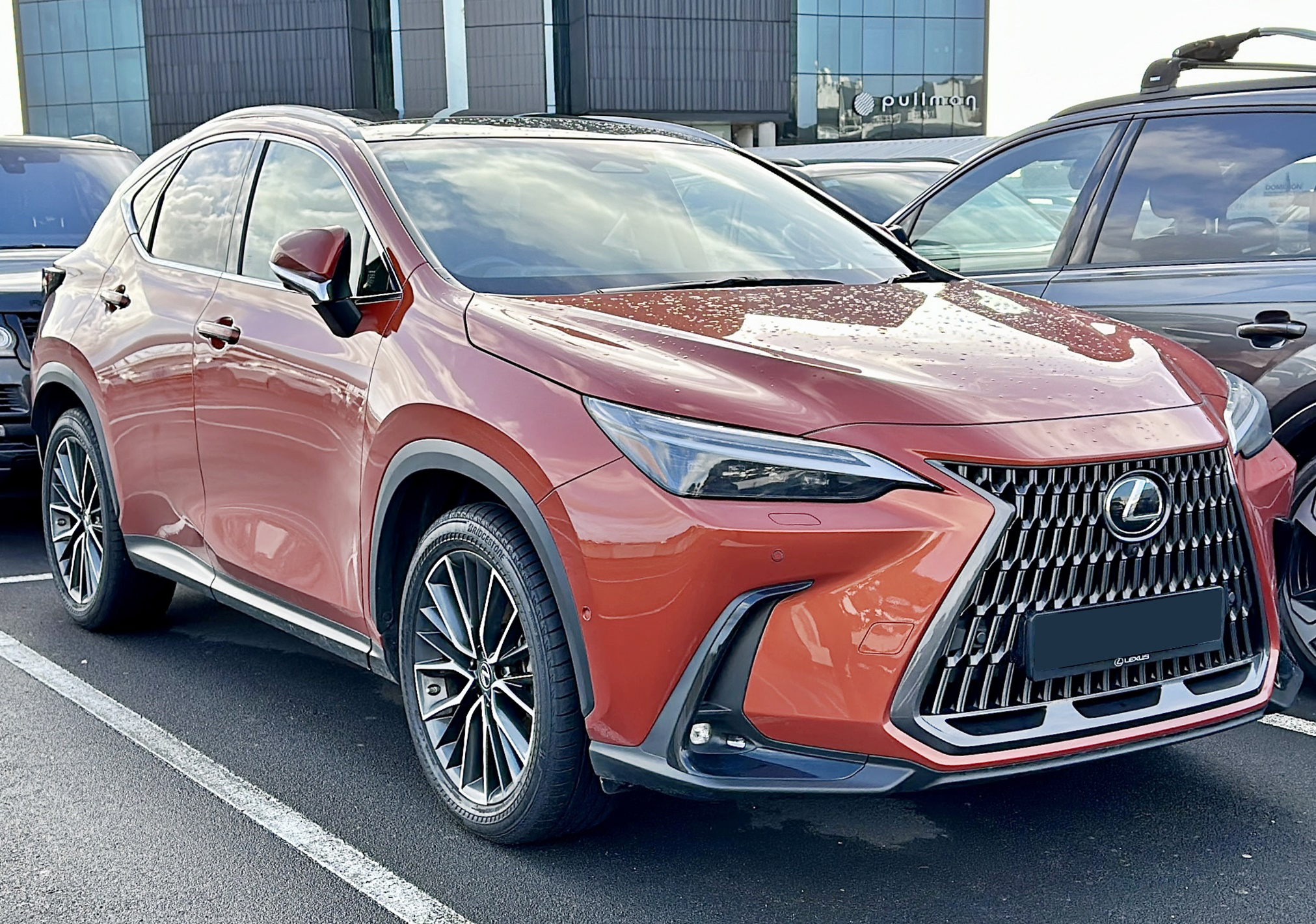
2代目 NX350h

NX（エヌエックス、Lexus NX）は、トヨタ自動車が展開する高級車ブランド「レクサス」が販売するクロスオーバーSUVである。

## 初代（AZ10型、2014年 - 2021年）
「Premium Urban Sports Gear」をコンセプトに開発が行われたレクサス初のコンパクトクロスオーバーSUVである。ただし、全長・全幅はXU10型RXよりも大きい。
レクサス初となるターボエンジン搭載車「NX200t」（2017年9月から「NX300」に改称）、ハイブリッドシステムを搭載する「NX300h」の2タイプをラインナップし、NX200tには新開発の直列4気筒2.0Lターボエンジン・8AR-FTS型を搭載。ツインスクロールターボチャージャーと可変角を拡大したDual VVT-iWに加え、D-4STを採用した。また、トランスミッションはターボエンジンに合わせて6速AT（6 Super ECT）を新開発。シーケンシャルシフトマチックやパドルシフト、コーナリングでの変速制御を最適化する「G AI-SHIFT制御」が取り入れられている。NX300hにはアトキンソンサイクルを採用した直列4気筒の2AR-FXE型に、高トルクモーターを内蔵したハイブリッドトランスミッションを組み合わせた。
LEXUSスポーツの走りを継承するスポーティバージョン「F SPORT」は、NAVI・AI-AVSやパフォーマンスダンパーを標準装備し、乗り心地や操縦安定性を向上。さらに、足回りに専用のチューニングを施している。
AWDはグレードによって機構が異なり、NX200tのAWD車には「ダイナミックトルクコントロールAWD」を採用。走行状態に応じて前後輪のトルク配分を100:0から50:50まで自動的にコントロールすることで、旋回時にはステアリング操舵量からドライバーが意図するターゲットラインを予測して最適なトルク配分を行い、機敏で安定したコーナリングを実現する。また、通常走行時には前輪駆動状態で走行し、燃費向上に貢献する。一方、ハイブリッド車のNX300hでは従前からのE-Fourが設定された。
安全装備では、プリクラッシュセーフティシステム (ミリ波レーダー方式)、レーンディパーチャーアラート（ステアリング制御機能付）、ブラインドスポットモニターを全車にメーカーオプションで設定。レーダークルーズコントロール（全車速追従機能付）はレクサスでは初採用となるアイドリングストップとの連携機能を設けた（全車にメーカーオプション）。さらに、同じくレクサスでは初採用となるパノラミックビューモニター（左右確認サポート付）（全車にメーカーオプション）、LEDコーナリングランプ（全車に標準装備）を設定している。2017年9月に実施したマイナーチェンジでは、予防安全パッケージを「Lexus Safety System +」として統合し、全車標準装備化された。

### 年表

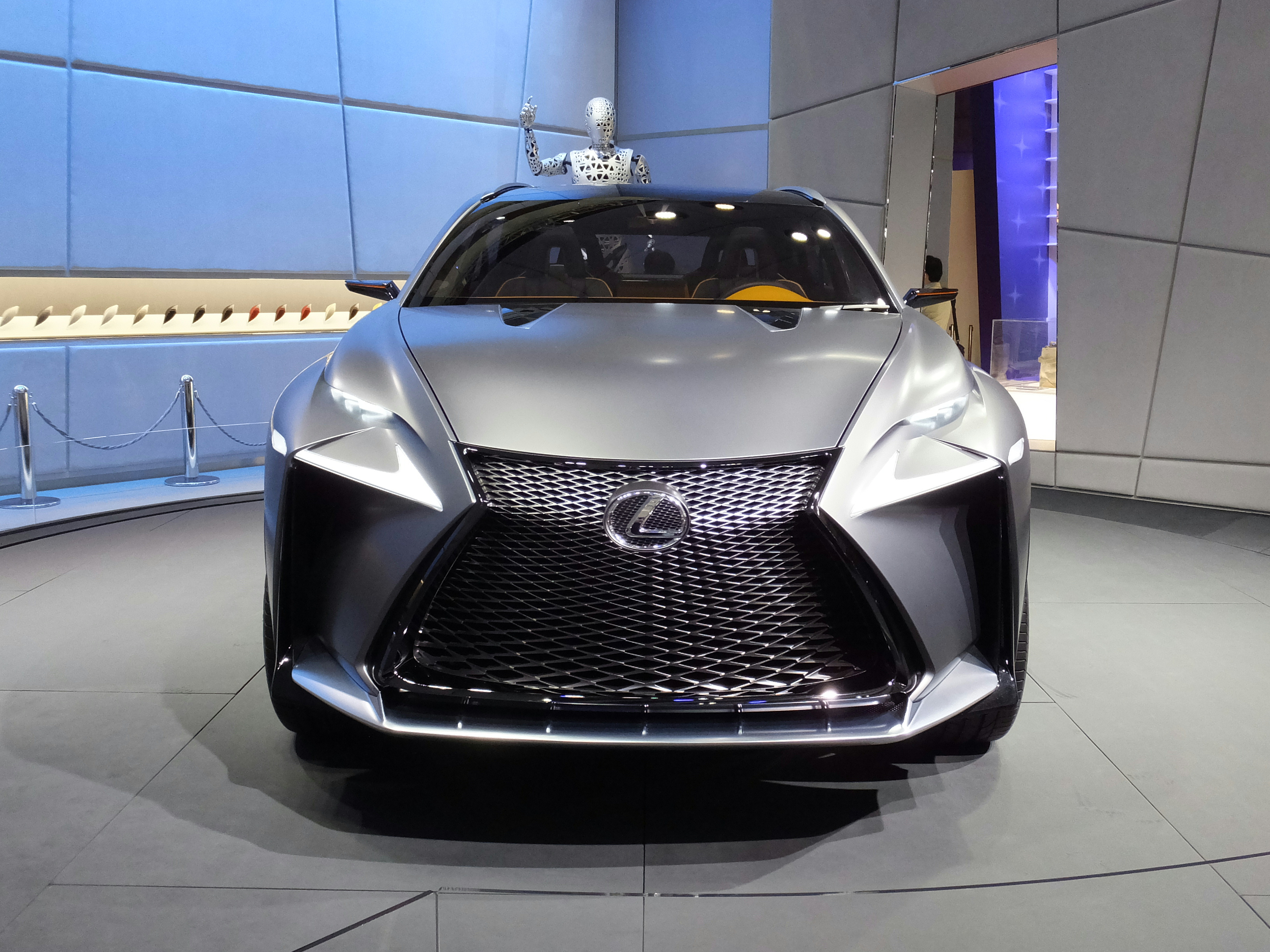
LEXUS LF-NX

2013年9月4日
第65回フランクフルトモーターショーに、NXのデザインステディとなるコンセプトカー「LEXUS LF-NX」の出展を発表。。
2014年4月20日
第13回北京モーターショーにおいてモデルを公式発表。2014年後半の発売予定をアナウンスした。
2014年7月29日
発売を開始。
前述のようにターボモデルの「NX200t」、ハイブリッドモデルの「NX300h」を設定し、全グレードで2WDとAWDを選択可能となる。各モデルともに「標準仕様」「I Package」「F SPORT」「version L」の4種の仕様が用意される。
2015年5月29日
ボディカラーの設定を変更。。「スターライトブラックガラスフレーク」が「グラファイトブラックガラスフレーク」に、「ファイアーアゲートマイカメタリック」が「アンバークリスタルシャイン」（「F SPORT」を除く）に、「メテオブルーマイカメタリック」が「スパークリングメテオメタリック」にそれぞれ変更。「F SPORT」には専用色として「ホワイトノーヴァガラスフレーク」を新設定した。
2016年8月25日
一部改良。
「エクシードブルーメタリック」の廃止と「ラヴァオレンジクリスタルシャイン」「ヒートブルーコントラストレイヤリング」（「F SPORT」のみ）の追加で、ボディカラーが全12色となる。インテリアカラーは「F SPORT専用ブラック」を変更。新たに追加したボディカラーに連動した色のステッチ（「ラヴァオレンジクリスタルシャイン」選択時はオレンジ、「ヒートブルーコントラストレイヤリング」選択時はブルー）を施した。
G-Linkサービスの「LEXUS Apps」や「マップオンデマンド」などで高速データ通信が利用できるLTE通信に全車対応したほか、NX200tの2WD車はJC08モード走行燃料消費率が0.2km/L向上し、13.0km/Lとなる。
2016年11月24日
特別仕様車「Urban Style」を発売。
NX200t・NX300hの「I package」をベースに、ブラック塗装のスピンドルグリル＆フレーム、ドアミラー、アルミホイールを採用したほか、フェンダーアーチモールをボディカラーと同色に変更。さらに、メッキドアサイドモールも装備した。
2017年9月14日
マイナーチェンジ。
フロントバンパー、フロントグリル、ヘッドランプ、リヤコンビネーションランプのデザインを変更。バンパーデザインの変更に伴い、全長は10mm延長され4,640mmとなった。
パワーバックドアが全車標準装備化され、両手がふさがっている状態でもリヤバンパーの下に足を出し入れすることで開閉が可能な「ハンズフリーパワーバックドア」を新設定。「F SPORT」と「version L」に標準装備とした。ボディカラーの設定には変更がなく、全12色を用意する。
インテリアは、カラーヘッドアップディスプレイ（全車にメーカーオプション）と一体化したメーターフードや、シンプルかつ機能的なスイッチ配置としたセンタークラスターを採用。また、ナビディスプレイが大型化され10.3インチになったほか、リモートタッチはタッチパッドが大型化したものが採用された。
インテリアカラーは、「I Package」専用の「トパーズブラウン」および「version L」専用の「サドルタン」に替わり「オーカー」を新採用。また、「I Package」、「version L」に設定の「ホワイトオーカー」に替わり、「リッチクリーム」を、「F SPORT」以外に設定の「ガーネット」に替わり、「ダークローズ」を新設定した。また、「標準仕様」は専用色の「プラチナム」が廃止された。
「F SPORT」のインテリアカラーは、専用色として「ホワイト」と「フレアレッド」を新設定し、継続設定の「ブラック」と合わせ計3色の設定とした。また、本アルミ（名栗調仕上げ/シルバー）のオーナメントパネルをメーカーオプションで用意した。
走行性能においては、サスペンションのチューニングで車体のロール特性や操舵に対する応答性を向上させたほか、アブソーバーを変更。また、AVS（「F　SPORT」に標準装備。「version L」にメーカーオプション）を改良し、きめ細かい減衰力の制御により、操縦安定性と乗り心地の向上を図っている。ドライブモードセレクトにはCustomモード（「F SPORT」に標準装備。「version L」にメーカーオプション）を新設定し、パワートレーン、シャシー、空調の各制御の組み合わせを自由に選択可能とした。
安全装備では、予防安全パッケージ「Lexus Safety System +」を全車に標準装備。プリクラッシュセーフティシステム（歩行者検知機能付衝突回避支援タイプ）、レーンディパーチャーアラート(ステアリング制御機能付)、レーダークルーズコントロール（全車速追従機能付）、アダプティブハイビームシステム（「I package」・「version L」に標準装備、「F SPORT」にメーカーオプション）、オートマチックハイビーム（「標準仕様」、「F SPORT」に標準装備）をパッケージ化し、安全運転支援の強化を図った。また、パーキングサポートブレーキ (静止物)を全車にメーカーオプション設定とした。
2.0Lターボエンジン搭載車の名称を「NX200t」から「NX300」に変更した。
2018年8月23日
一部改良、および特別仕様車「Black Sequence」を発売。
「Black Sequence」は、2018年3月末時点においてレクサスブランドの日本国内累計販売台数が50万台を達成したことを記念した特別仕様車で、全グレードの「I Package」をベースとしている。
エクステリアでは、スピンドルグリル＆フレームとオート電動格納式ドアミラーをブラック塗装に変更したほか、フェンダーアーチモールをボディカラー同色とした。また、ベースモデルではメーカーオプション設定となる225/60R18 100Hタイヤ＆18インチアルミホイール（ダークメタリック塗装＋切削光輝）を特別装備。さらに、メーカーオプションとして「ブロンズ・カラード切削光輝」アルミホイールを用意した。
ボディカラーは、「ソニッククォーツ」、「ソニックチタニウム」、「グラファイトブラックガラスフレーク」の3色を設定。また、専用インテリアカラーとして「アクセントホワイト」を採用した。
その他の特別装備として、「LEXUS」ロゴが投影されるドアミラー足元照明やパーキングサポートブレーキ (静止物)を標準装備とした。
同時に、既存モデルに対し一部改良を実施。ITS専用周波数（760MHz）による路車間・車車間通信を活用した安全運転支援システム「ITS Connect」を新設定（全グレードにメーカーオプション）。また、G-Linkの機能のひとつとなる「ヘルプネット」は、新たに「D-Call Net」に対応。事故や急病時に、車両データをもとに重症度を指定してドクターヘリなどの早期出動判断を行う機能で、緊急時の対応力を高めている。合わせて、セキュリティ機能の強化も行われた。
2019年4月18日
一部改良。（5月6日発売）
予防安全パッケージ「Lexus Safety System +」の機能強化が図られ、プリクラッシュセーフティは単眼カメラとミリ波レーダーの性能向上により昼間の自転車運転者や夜間の歩行者の検知が可能となり、自動車専用道路等でレーダークルーズコントロール使用時に同一車線内中央を走行できるように操舵支援を行う「レーントレーシングアシスト」、カメラが主要な道路標識を読み取りメーターとヘッドアップディスプレイ内に表示する「ロードサインアシスト」、先行車の発進をメーターとヘッドアップディスプレイ内での表示とブザーで知らせる「先行車発進告知機能」の3点が追加された。
併せて、コーナリング中にアクセルを踏み込む際に発生しやすいアンダーステアを抑制する「アクティブコーナリングアシスト」を全車に標準装備された。
ボディカラーには「ブレージングカーネリアンコントラストレイヤリング」がオプション設定されたほか、内装色には「F SPORT」にブラック&アクセントマスタードイエローが新設定された。
2020年1月9日
特別仕様車「Bronze Edition」を発売。
NX300の「I Package」をベースに、18インチアルミホイールをブロンズ・カラード切削光輝としたほか、内装はオーナメントパネルに専用ブロンズフィルム、ブラックのL texシートやインストルメントパネル・ステアリング・シフトブーツ・センターコンソール・ドアトリムなどに専用ブロンズステッチがあしなわれたほか、スピンドルグリル&フレームをブラック塗装に、フェンダーアーチモールをボディカラー同色のカラードにそれぞれ変更した。そのほか、パーキングサポートブレーキ（静止物）、ブラインドスポットモニター、リアクロストラフィックアラートを特別装備し安全面を強化したほか、ハンズフリーパワーバックドア（挟み込み防止機構・停止位置メモリー機能付）も特別装備された。
2020年7月16日
一部改良および特別仕様車「Spice & Chic」、「Cool & Bright」を発売。
一部改良では従来メーカーオプション設定だったパーキングサポートブレーキ（静止物）が標準装備され、マルチメディアシステムがSmartDeviceLink・Apple CarPlay・Android Autoに対応した。また、WLTCモードによる排出ガスと燃料消費率に対応（燃料消費率はJC08モードによる数値も併記）し、NX300hは「平成30年排出ガス基準75%低減レベル（☆☆☆☆☆）」認定を取得した。
特別仕様車は「Spice & Chic」はNX300とNX300hの「I Package」、「Cool & Bright」はNX300とNX300hの「F SPORT」がそれぞれベースとなっており、共通でフェンダーアーチモール（カラード、ボディカラー同色）、ドアミラー（ブラック塗装）&ドアミラー足元照明（特別仕様車専用）、225/60R18タイヤ&アルミホイール、ブラインドスポットモニター、リアクロストラフィックアラートを特別装備。前者は内装色で通常のブラックに加え、クリムゾンカラーベースとブロンズカラーベースの専用カラーコーディネートが設定され、クリムゾンカラーはシルバーフィルムのオーナメントパネルが、ブロンズカラーは特別仕様車専用となるブロンズフィルムのオーナメントパネルがそれぞれ採用され、ルーフとピラーはブラックとなる（内装色でブラックを選択した場合、オーナメントパネルはクリムゾンカラー選択時と同じシルバーフィルム、ルーフとピラーはエクリュとなる）。外観はフロントロアバンパーモールに高輝度シルバー塗装、アルミホイールにダークメタリック塗装+切削光輝を採用。アルミホイールはメーカーオプションでブロンズ・カラード切削光輝仕様も設定される。機能面ではハンズフリーパワーバックドア（挟み込み防止機能・停止位置メモリー機能付）が特別装備される。後者はシート（F SPORT専用本革シート）、インストルメントパネル、ステアリング、シフトブーツ、センターコンソール、ドアトリムなどに特別仕様車専用ブルーステッチが施され、アルミホイールにブラックスパッタリングを採用した。

## 2代目（AZ20型、2021年 -）
2代目では、走行性能・デザイン・先進技術を全面刷新した次世代LEXUSの第1弾モデルとして位置づけられている。
プラットフォームはTNGAのGA-Kプラットフォームを採用。
NX350hとNX450h+は車から外部への給電が可能な給電システムを完備しており、アクセサリーコンセントを使用する非常時用を装備するとともに、NX450h+にはヴィークルパワーコネクターを使用するAC外部給電システムも装備。
リアデザインは従来のL字ロゴのエンブレムに替わり、「L E X U S」のバラ文字ロゴが採用された。
このモデル以降の次世代LEXUS車（第2弾のLXや第3弾のRX等）の紙カタログは、ギャラリーのStyles、グレードや装備・スペックのみの掲載をしているSelections、簡易的な掲載になったLexus Dealer Optionの3部構成になり、詳細などはホームページで見る形式になった。

### ラインナップ・パワートレーン
ラインナップはレクサスでは初となるプラグインハイブリッド車となる「NX450h+」をはじめ、ガソリン車の「NX250」と「NX350」、ハイブリッド車の「NX350h」の4種類が設定される。
パワートレーンは、搭載する全エンジンが高熱効率仕様の新型ダイナミックフォースエンジンへ換装され、NX350hとNX450h+には2.5LのA25A-FXS型、NX250には2.5LのA25A-FKS型、NX350には2.4LターボのT24A-FTS型をそれぞれ採用。トランスミッションは、ガソリン車には8速に多段化された「Direct Shift-8AT」が採用される。ターボエンジンを搭載するNX350は過給エンジンの特長に合わせて最適化された専用仕様となる。AWDシステムもモデルごとに異なり、NX250は「電子制御スタンバイAWD」を、NX350は「電子制御フルタイムAWD」を、NX350hとNX450h+はE-Fourを採用する。使用燃料はNX250が無鉛レギュラーガソリンを使用し、他は無鉛プレミアムガソリンを使用する。
| モデル           | エンジン・ 電気モーター | 排気量 (cc)      | タイプ               | トランスミッション        | 最高出力 (kW (PS)/rpm) | 最大トルク (Nm (kgm)/rpm)  | 備考                    |
| ガソリンエンジン | ガソリンエンジン        | ガソリンエンジン | ガソリンエンジン     | ガソリンエンジン          | ガソリンエンジン       | ガソリンエンジン           | ガソリンエンジン        |
| ---------------- | ----------------------- | ---------------- | -------------------- | ------------------------- | ---------------------- | -------------------------- | ----------------------- |
| NX250            | A25A-FKS型              | 2,487            | 直列4気筒 直噴DOHC   | 8速AT（Direct Shift-8AT） | 148 (201) / 6,600      | 241 (24.6) / 4,400         |                         |
| NX350            | T24A-FTS型              | 2,393            | 直列4気筒 DOHCターボ | 8速AT（Direct Shift-8AT） | 205 (279) / 6,000      | 430 (43.8) / 1,700 - 3,600 |                         |
| ハイブリッド     |                         |                  |                      |                           |                        |                            |                         |
| NX350h           | A25A-FXS型              | 2,487            | 直列4気筒 直噴DOHC   | 電気式無段変速機          | 140 (190) / 6,000      | 243 (24.8) / 4,300 - 4,500 |                         |
| NX350h           | 5NM型                   | -                | 交流同期電動機       | 電気式無段変速機          | 134 (182)              | 270 (27.5)                 | フロントモーター        |
| NX350h           | 4NM型                   | -                | 交流同期電動機       | 電気式無段変速機          | 40 (54)                | 121 (12.3)                 | リヤモーター（AWDのみ） |
| NX450h+          | A25A-FXS型              | 2,487            | 直列4気筒 直噴DOHC   | 電気式無段変速機          | 136 (185) / 6,000      | 228 (23.2) / 3,600 - 3,700 |                         |
| NX450h+          | 5NM型                   | -                | 交流同期電動機       | 電気式無段変速機          | 134 (182)              | 270 (27.5)                 | フロントモーター        |
| NX450h+          | 4NM型                   | -                | 交流同期電動機       | 電気式無段変速機          | 40 (54)                | 121 (12.3)                 | リヤモーター（AWDのみ） |

### 年表
2021年10月7日
日本でフルモデルチェンジを発表（発売は11月）。
2022年春
室内のアンビエントライトの減光処置が廃止される。
2023年3月2日
日本で一部改良し、注文受付が再開された。
ラジエーターサポート周りのボディ剛性を高めるとともに、NX350に採用されているリアサスペンションメンバープレースを他のモデルにも拡大適応して採用。ボディ剛性の前後配分の変更に伴って空力バランスが調整され、コイルスプリング・アブソーバー・EPSのチューニングも行われた。NX350はエンジンやトランスミッションの制御も変更された。「version L」と「F SPORT」は20インチノーマルタイヤがメーカーオプションに設定され、アルミホイールは「version L」がグレーメタリック塗装、「F SPORT」はブラック塗装とした。
内装ではブラック（「F SPORT」専用を含む）を除く内装色において、ドアトリム、グローブボックス、助手席側のコンソールサイドパネルに内装テーマカラーと同じカラーを採用することでカラー配色が刷新された。
安全面では「Lexus Safety System+」において、プリクラッシュセーフティは低速時加速抑制機能は壁のような構造物も認識するように改良、プロアクティブドライビングアシストは信号交差点に対する右左折時減速支援を追加。NX350hとNX450h"version L"に設定済みのLexus Teammate Advanced Park（リモート機能付）とパーキングサポートブレーキ（周囲静止物）をNX450h"F SPORT"にも設定され、ドライブレコーダー（前後方）のメーカーオプションが新たに設定された。
2024年2月29日
年次改良を実施。Fスポーツモデルにもヘーゼル内装色が選択できるようになった。
アウトドアライフに適合させた「OVERTRAIL」パッケージを追加設定。OVERTRAILは内装色は専用設定の固定で、オフロードに適した18インチオールテレインタイヤが装備され、車高が15mm高く設定される。リアボディの変形を抑えるブレース等を追加し、ボディ剛性を更に強化、操縦安定性と乗り心地を向上させた。またエンジンノイズの対策を追加実施し、室内の静粛性を向上させた。
走行制御の改良（NX450h+、NX350h、NX350）や、走り始めの前後トルク配分の見直し（NX350）も実施。NXのAWD全車にて、荒れた路面でのタイヤの空転を抑制し走破性を向上させた。
フェンダーアーチモール（カラード）をディーラーオプションから標準設定へ変更。一方で廉価グレードのNX250では三眼フルLEDヘッドランプ＋アダプティブハイビームシステムが選択できなくなった。廉価グレードの9.8インチディスプレイオーディオが廃止され、全車14インチディスプレイオーディオとなった。室内のアンビエントタイトの明るさが向上された。後席のアウタードアハンドルにも照明が配置された（従来は前席ドアハンドルのみ）。

## 車名の由来
車名の「NX」は「N nimble(素早い、爽快な) X Crossover」に由来。「200」は排気量、「300」は3.0Lガソリンエンジン並の動力性能を有することを、「t」はターボモデル、「h」はハイブリッドモデル、「h+」はプラグインハイブリッドモデルであることを表す。